# HŽ serija 2044
HŽ serija 2044 (izvorna numeracija JŽ 645, tvornička oznaka EMD GT22HW-2, nadimci Džems, Mala karavela) je dizelsko-električna lokomotiva Hrvatskih željeznica. 
Lokomotive je 1981. i 1982. godine izgradila tvrtka Đuro Đaković po licenci američke tvrtke General Motors Electro-Motive Divison za potrebe tadašnjih Jugoslavenskih željeznica.
Sve lokomotive serije HŽ 2044 u posjedu su HŽ Putničkog prijevoza te se koriste isključivo za vuču putničkih vlakova.

## Povijest

### Jugoslavenske željeznice
ŽTP Zagreb donio je 20. lipnja 1978. godine odluku o nabavi dizelsko-električnih lokomotiva namijenjenih za vuču putničkih vlakova. Uvjet je bio da su lokomotive opremljene sustavom za električno grijanje vlaka te da imaju manji osovinski pritisak od ranije isporučenih serija JŽ 661, JŽ 663 i JŽ 664. U pogledu osovinskog rasporeda, vučnih karakteristika i razmještaja motora lokomotive su trebale odgovarati potrebama vuče na željezničkim prugama s malim i srednjim usponima.
Između 1981. i 1984. u pogonima Đure Đakovića u Slavonskom Brodu proizvedeno je ukupno 35 dizelsko-električnih lokomotiva serije JŽ 645. Lokomotive su izrađene po licenci i s opremom američke tvrtke General Motors Electro-Motive Divison te im je dodijeljena tvornička oznaka EMD GT22HW-2. Prvih trideset jedinica, čija je proizvodnja dovršena 1982. godine, isporučeno je ŽTP-u Zagreb. Sedamnaest lokomotiva dodijeljeno je sekciji za vuču vlakova Varaždin, dok je preostalih trinaest u posjedu sekcije za vuču vlakova Osijek. Lokomotive serije EMD GT22HW-2 građene su isključivo za potrebe Jugoslavenskih željeznica. Tijekom 1984. godine ŽTP-u Beograd isporučeno je pet lokomotiva serije JŽ 645, koje su sve dodijeljene podružnici ŽTO Kosovo Polje.
Prve lokomotive serije JŽ 645 u posjedu ŽTP-a Zagreb u promet su puštene krajem travnja 1981. godine. Lokomotive su izvorno bile namijenjene za vuču putničkih i brzih vlakova na željezničkim prugama sa srednjim usponima u sjeverozapadnoj i istočnoj Hrvatskoj.

### Hrvatske željeznice
Hrvatske željeznice naslijedile su od bivšeg ŽTP-a Zagreb ukupno 30 lokomotiva serije JŽ 645, kojima je dodijeljena brojčana oznaka HŽ 2044. U vozni park Hrvatskih željeznica također je uvrštena i lokomotiva 645-033, izvorno u posjedu ŽTO Kosovo Polje te joj je dodijeljena prva raspoloživa brojčana oznaka 2044 031.
Za razliku od serija HŽ 2061 i HŽ 2063, kod kojih će uslijediti značajno smanjenje flote, brojčano stanje serije 2044 tijekom prva dva desetljeća u službi Hrvatskih željeznica ostat će gotovo nepromijenjeno. Između 2004. i 2011. otpisane su samo tri lokomotive, uključujući i ranije spomenutu 2044 031, koja je nakon nepunih dvadeset godina u službi Hrvatskih željeznica predana Kosovskim željeznicama.
U posjedu HŽ Vuče vlakova ostalo je ukupno 28 lokomotiva serije 2044, koje su do kraja 2012. godine korištene za vuču putničkih i teretnih vlakova. Nakon ukinuća društva HŽ Vuča vlakova d.o.o. lokomotive dolaze u posjed HŽ Putničkog prijevoza te se od tada koriste isključivo za vuču putničkih vlakova. Radi osiguranja odgovarajućeg odvijanja voznog reda na neelektrificiranim prugama bilo je potrebno obaviti temeljitu preraspodjelu voznih sredstava, što će se u najvećoj mjeri odraziti na razmještaj dizelsko-električnih lokomotiva serije 2044. Regionalna jedinica Varaždin u svojem je posjedu zadržala svih trinaest lokomotiva, dok je broj lokomotiva u regionalnoj jedinici Vinkovci smanjen na svega šest voznih jedinica. Dvije lokomotive trajno su premještene u regionalnu jedinicu Split, a preostalih šest lokomotiva dodijeljeno je regionalnoj jedinici Zagreb.
Nakon prijelaza u posjed HŽ Putničkog prijevoza uslijedit će nova smanjenja flote serije 2044. Lokomotiva 2044 010 prodana je Kosovskim željeznicama te je nakon modernizacije u radionici TŽV Gredelj krajem veljače 2016. isporučena novom vlasniku. Iste godine, lokomotive 2044 003 i 005 prodane su tvrtci TŽV Gredelj, da bi ih nakon odrađenog remonta preuzeo finski željeznički operater Skinest Rail, koji ih iznajmljuje hrvatskom teretnom željezničkom prijevozniku PPD Transport d.o.o.
U listopadu 2016. u posjedu HŽ Putničkog prijevoza preostalo je 25 lokomotiva serije 2044. Od toga je osam jedinica bilo neaktivno te su zajedno s neaktivnim lokomotivama serije HŽ 1141 ponuđene na prodaju. Dio prethodno otpisanih lokomotiva ipak će ostati u službi HŽ Putničkog prijevoza jer je u prosincu 2017. s TŽV-om Gredelj ugovorena modernizacija tri neaktivne lokomotive serije 2044, čija se isporuka očekuje do kraja 2018. godine.

## Tehničke značajke
Lokomotive ove serije imaju šest osovina, pojedinačni osovinski pogon i osovinski raspored (A1A)'(A1A)'. Opremljene su dvotaktnim dizelskim motorom s dvanaest cilindara izvedbe V tipa 12-645 E3 s turbopuhalom, koji ostvaruje snagu od 1845 kW. Prijenos snage je električni i sastoji se od glavnog generatora za izmjeničnu struju snage 1860 kW, pomoćnog generatora te četiri istosmjerna elektrovučna motora snage 400 kW, od kojih su po dva smještena u svakom okretnom postolju. Hlađenje vučnih motora je zračno pomoću ventilatora koji pogon dobivaju od glavnog dizelskog motora.
Lokomotive su opremljene generatorom za električno grijanje vlaka snage 375 kW, proizvedenim u tvrtki "CATO". Generator izmjeničnim naponom od 1100 V napaja ispravljače koji električnu struju ispravljaju na istosmjerni napon 1500 V, dostatan za istovremeno napajanje osam četveroosovinskih putničkih vagona. Jedan dio lokomotiva umjesto ispravljača ima ugrađene pretvarače koji izmjenični napon od 1100 V pretvaraju u izmjenični napon 1500 V frekvencije 50 Hz, osim za grijanje, pogodan i za napajanje vagona opremljenih uređajem za klimatizaciju.
Lokomotive serije HŽ 2044 građene su za najveću voznu brzinu od 124 km/h. Za razliku od lokomotiva serije HŽ 2063, opremljene su samo zračnom kočnicom. Okretna postolja su istovjetna onima na lokomotivama serija HŽ 2061 i HŽ 2062.
Sanduk lokomotive sastoji se od dužeg dijela oplate unutar kojeg je smješten motorni prostor, upravljačnice te kraćeg, niskog dijela oplate, koji je tvornički određen kao prednji kraj lokomotive. Upravljački stol omogućava vožnju s obiju strana lokomotive na način da strojovođa može mijenjati svoje upravljačko mjesto ovisno o smjeru kretanja vlaka.

## Vanjski izgled lokomotiva
Lokomotive serije 2044 tijekom više od tri desetljeća službe doživjele su brojne promjene vanjskog izgleda. Kao i sve serije dizelskih lokomotiva u posjedu tadašnjih Jugoslavenskih željeznica, izvorno su bile obojane u tamnozelenu boju s trodjelnom zlatnom ukrasnom trakom po sredini sanduka, koja se na čelu lokomotive spaja u prepoznatljivi oblik tzv. brkova. Na bočnim stranama sanduka ukrasne trake bile su prekinute latiničnim natpisom „Jugoslavenske željeznice“ u zlatnoj boji, kojim su obilježavane sve dizelske lokomotive u posjedu ŽTP Zagreb.
Nakon osnutka Hrvatskih željeznica određena su nova službena bojanja pojedinih serija vučnih vozila. Kod dizelskih lokomotiva, sanduk i krov obojani su u tamnoplavu boju, dok su okvir, postolja i odbojnici crni. Izmijenjen je i dizajn ukrasnih traka, koje su srebrne i svjetloplave boje. Novo rješenje stupa na snagu 1994. te će u godinama koje slijede biti primijenjeno na sve serije dizelskih lokomotiva u posjedu Hrvatskih željeznica. Potkraj 1990-ih godina veći je dio lokomotiva prometovao još u starom bojanju s novim HŽ-ovim brojčanim oznakama, da bi s vremenom novo rješenje postupno bilo primijenjeno na sve aktivne lokomotive serije HŽ 2044.
Godine 2011. tadašnja HŽ Vuča vlakova uvodi novo službeno bojanje dizelskih lokomotiva. Osnovu je i dalje činila plava boja, uz vraćanje trodjelnih ukrasnih traka poznatih još iz razdoblja Jugoslavenskih željeznica, koje su u novom rješenju srebrne boje. S obzirom na skoro ukinuće društva HŽ Vuča vlakova d.o.o. krajem 2012. godine, novo rješenje nije dugo potrajalo te je primijenjeno na svega četiri lokomotive serije 2044. Nakon prijelaza u posjed HŽ Putničkog prijevoza, vraćeno je prvotno službeno bojanje Hrvatskih željeznica s jednostavnim oblikovanjem ukrasnih traka. Umjesto dosadašnjeg slikovnog znaka HŽ, lokomotive se obilježavaju novim tekstualnim logotipom HŽPP, koji stupa na snagu u travnju 2015.

## Stanje i razmještaj
Trenutno se u inventarskom parku HŽ Putničkog prijevoza nalazi se 25 lokomotiva serije 2044. Petnaest lokomotiva je u voznom stanju, dok je preostalih deset neaktivno te čeka na odluku o popravku ili prodaji. Nekoliko lokomotiva iznajmljeno je HŽ Cargu za vuču teretnih vlakova na relaciji Golubovec-Koprivnica, dok je jedna lokomotiva, serijskog broja 2044 023, prodana privatnom operateru Log Rail.
Dizelsko-električne lokomotive serije 2044 koje su ostale u posjedu HŽPP-a koriste se za vuču brzih i InterCity vlakova te redovito prometuju na sljedećim relacijama:
- Koprivnica – Osijek (IC 580/1 "Podravka", nedjeljni B 782/3 "Drava", B 1782/3 "Dalmacija")
- Ogulin – Knin – Split (B 1782/3 "Dalmacija", međunarodni sezonski vlakovi)

Do elektrifikacije pruge Zagreb-Zabok, vozile su putničke vlakove na relacijama Zagreb-Varaždin. Elektrifikacijom su tu relaciju u potpunosti preuzele električne i dizelske motorne garniture. Također u slučaju nedostatka nagibnih garnitura, moguće ih je vidjeti prema splitu na dnevnim InterCity vlakovima, te putničkim vlakovima Split-Perković.